# Eudyptes chrysolophus
Eudyptes chrysolophus (златокос пингвин) е вид птица от семейство Пингвинови (Spheniscidae). Видът е световно застрашен, със статут Уязвим.
Златокосият пингвин е висок до 70 см, теглото му достига 5,5 кг.

## Разпространение
Разпространен е в Антарктида, Аржентина, Остров Буве, Чили, Фолкландските острови, Френски южни и антарктически територии, Хърд и Макдоналд, Южна Африка и Южна Джорджия и Южни Сандвичеви острови.